# Senaat van de Republiek (Italië)
De Senaat van de Republiek (Italiaans: Senato della Repubblica) is de senaat van het Italiaanse parlement en ontstond op 8 mei 1948. De Senaat van de Republiek is de opvolger van de Senaat van het Koninkrijk (Senato del Regno).
De Senaat bestaat uit 315 leden die voor vijf jaar worden gekozen. Drie senatoren (senatori) vertegenwoordigen Italianen die in het buitenland wonen. Senators moet 40 jaar of ouder zijn en worden gekozen door burgers van 25 jaar en ouder. Volgens de grondwet kunnen er ook senators voor het leven worden benoemd. Senators voor het leven zijn ex-presidenten van Italië die tot ex officio senators worden benoemd en er zijn ook senators voor het leven die door de president worden benoemd, namelijk personen die belangrijke prestaties hebben verricht in de wetenschap, de kunsten, in de literatuur of in de maatschappij. De Senaat bevindt zich in het Palazzo Madama in Rome.
De Senaat kan te allen tijde worden ontbonden door de president, behalve in de laatste zes maanden van zijn ambtstermijn.

## Samenstelling
| Italiaanse parlementsverkiezingen 2013 | Italiaanse parlementsverkiezingen 2013 |
| Partij                                 | zetels                                 |
| -------------------------------------- | -------------------------------------- |
| Democratische Partij                   | 114                                    |
| Volk van de Vrijheid                   | 99                                     |
| Vijfsterrenbeweging                    | 54                                     |
| Scelta Civica (Monti)                  | 19                                     |
| Lega Nord                              | 17                                     |
| Sinistra Ecologia Libertà              | 8                                      |
| Rosario Crocetta                       | 1                                      |
| Groot Zuiden                           | 1                                      |
| MAIE                                   | 11                                     |
| Totaal                                 | 315                                    |

| Italiaanse parlementsverkiezingen 2008 | Italiaanse parlementsverkiezingen 2008 |
| Partij                                 | zetels                                 |
| -------------------------------------- | -------------------------------------- |
| Volk van de Vrijheid                   | 147                                    |
| Lega Nord                              | 25                                     |
| Movimento per l'Autonomia              | 2                                      |
| Democratische Partij                   | 118                                    |
| Italië van de Waarden                  | 14                                     |
| Unie van het Centrum                   | 3                                      |
| Overige                                | 6                                      |
| Totaal                                 | 315                                    |

## Vroegere samenstellingen

### XVII legislatuur (2013-...)
| 7   | 108 | 1     | 3   | 2   | 1   | 1    | 1   | 1    | 54  | 19 | 95  | 18 | 3  | 1   |
| SEL | PD  | IM-LC | SVP | PSI | UpT | PATT | VdA | MAIE | M5S | SC | PdL | LN | GS | MpA |

## Galerij

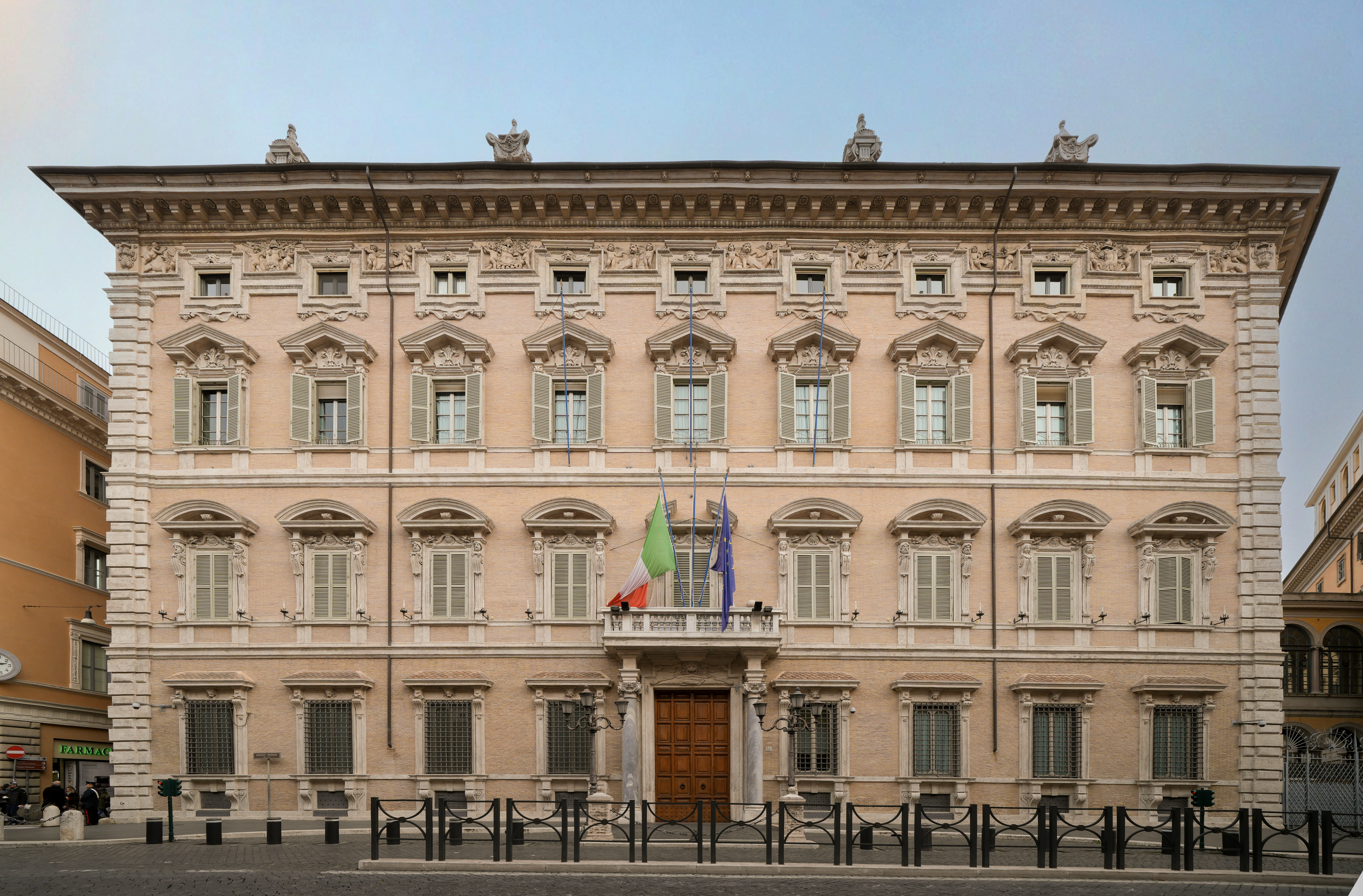
Palazzo Madama, de zetel van de Senaat
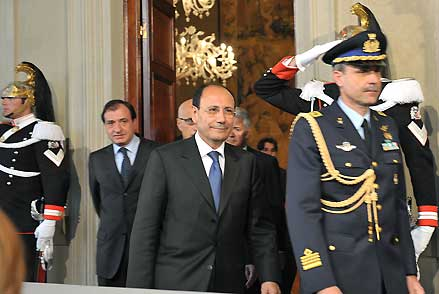
Renato Schifani, ex-voorzitter van de Senaat